# José Daniel Rodrigues da Costa
José Daniel Rodrigues da Costa fue un poeta portugués nacido en Colmeias (Leiría) el 31 de octubre de 1757 y fallecido en Anjos (Lisboa), el 7 de octubre de 1832. 

## Biografía
Procedente de Leiría, llegó a Lisboa a los dos años de edad. Bajo el seudónimo de Josino Leiriense, que utilizaba en las reuniones de la Arcádia Lusitana, Rodrigues da Costa, tuvo una vida de fama y derechos sociales, siendo testigo de la publicación de varias obras literarias, a menudo en forma de folletos. Uno de los más famosos sería O Balão aos Habitantes da Lua (1819).  
Disfrutó de la protección del Intendente General Pina Manique que, empeñado en mantener el orden social y la represión de los ideales de la Ilustración de la Revolución Francesa, promovió a José Daniel a Mayor Nacional de la Legión del Palacio de la Reina.  
Fue conocida su rivalidad con Barbosa du Bocage, manifestándolo en diversas publicaciones. 
En la serie de televisión Bocage, dirigida por Fernando Vendrell (2006), el actor Francisco Nascimento, interpreta el papel de José Daniel Rodrigues da Costa.

## Obra
- 1777
  - Novo Entremez dos destemperos de hum Bazofia, jocosos, e exemplares
  - Ecloga pastoril: primeira parte : fallam Jozino, e Dárcia
  - Silva: culto obsequioso na gostosa aclamação da Rainha Nossa Senhora
  - Novidades da corte vistas por Jozino e relatadas aos pastores da sua aldeia
- 1780
  - Ecloga: segunda parte
- 1781
  - Saudade dos pastores: Ecloga em que fallam Risseu, e Jozino na sensivel morte da augustissima, e Soberana Senhora D. Marianna Victoria... no infausto dia 15 de janeiro de 1781
  - Espada da justiça sobre os reos do horroroso delicto praticado no Navio pelos que morreraõ enforcados aos 14 de agosto de 1781
  - Ecloga: tristezas de Jozino, e virtude de Matilde
- 1782
  - O dependente feliz nas desordens da vida: Sylva
  - Qualidades de amigos, e mulheres para o acertó dos homens
- 1784
  - Esparrella da moda: parte primeira : pequena peça crítica e moral
  - Pequena pessa intitulada A casa de pasto, a qual se representou no theatro do Salitre, onde mereceo acceitaçam
  - Nova, e pequena peça crítica, e moral: Os carrinhos da Feira da Luz
- 1785
  - Carta, que escreve o pastor Jozino a Jonia: parte terceira das Eclogas de Jozino
- 1786
  - Ópios que dão os homens e as senhoras na cidade de Lisboa huns aos outros : tirados da esperiencia [sic] do author
  - Correcção de maos costumes pelos sete vicios: sextinas líricas
  - Verdade do mundo na vida da corte e do campo
- 1787
  - Pequena peça a Arte de tourear, ou o filho cavalleiro
- 1788
  - Modas do tempo, descubertas na quarta parte dos Ópios
  - Petas da vida ou a terceira parte dos ópios
  - Misturadas de Lisboa temperadas à moda, pratinho em que todos tem o seu quinhão, ou a segunda parte dos ópios
  - Gemidos de tristeza na lamentável perda de Sua Alteza Real o Senhor Dom José, príncipe do Brasil
  - Pequena peça intitulada a Casa desordenada, ou o barbeiro de bandurra
- 1794
  - Epicedio na sensivel morte ao Illustrissimo Senhor Antonio Joaquim de Pina Manique, cavalleiro professo na Ordem de Cristo
- 1797
  - Espelho de jogadores
- 1798
  - Almocreve de petas ou moral disfarçado para correção dos miudezas da vida
- 1801
  - Comboy de mentiras vindo do reino petista com a fragata verdade encuberta por capitanía
- 1802
  - O espreitador do mundo novo
- 1803
  - Barco da carreira dos tolos: obra critica, moral e divertida
- 1805
  - Hospital do mundo: obra critica, moral e divertida em que he medico o desengano e enfermeiro o tempo
- 1807
  - Camara optica onde as vistas às avessas mostrão o mundo às direitas[1]
- 1813
  - Testamento que fez o D. Quixote da França antes de partir para a sonhada conquista da Russia
- 1814
  - Tribunal da razão: onde he arguido o dinheiro pelos queixosos da sua falta : obra critica, alegre e moral
- 1815
  - Revista dos genios de ambos os sexos, passada em virtude da denuncia, que deles se deo
- 1817
  - Os enjeitados da fortuna expostos na roda do tempo : obra moral e muito divertida
- 1819
  - Portugal enfermo por vicios, e abusos de ambos os sexos...
  - O balão aos habitantes da lua : poema, heroi-comico em hum só canto
- 1820
  - O prazer dos Lusitanos na regeneração da sua patria
- 1822
  - O desengano do mundo ou morte de Buonaparte, encontrando este na eternidade hum rancho de Corcundas, a que se ajuntão três sonetos às extintas legiões
  - Pimenta para as más linguas : em huma epistola ao illustrissimo Senhor José Luiz Guerner
- 1823
  - Queixas à fortuna
  - Entrada que deu no inferno a ilustrissima e excelentíssima senhora dona constituição, que foi levada pelo diabo, com todo o estrondo em 2 de Junho de 1823, em que expirou
  - O homem dos pezadélos, ou tresvalios do somno que podem ser postos em ordem pelos acordados
  - O temporal desfeito ou os impostores naufragados : esta obra é dedicada ao Serenissimo Senhor D. Miguel, Infante de Portugal
- 1826
  - O avô dos periodicos
  - Segunda parte do Avô dos Periódicos dirigida ao Espelho dos Jornalistas
  - Jantar imaginado com sobremeza, café, e palitos, dado em meza redonda, na casa de pasto do Desejo, sendo cozinheiro o Pensamento, e Freguezes Gente de diversos paladares
- 1827
  - A penna aparada, com que se escrevem costumes e vicios
  - Ronda do patriotismo
  - A falta de reflexão, ou meio divertido de evitar prejuizos
  - Segundo aparo da penna : n'esta obra se continuarão a descrever cousa novas de costumes, e vicios com jovialidade
- 1828
  - Terceiro aparo da penna, ou continuação da critica sobre costumes e vicios
- 1830
  - O novo Janeiro de 1831